# Мотоори Норинага
Мотоори Норинага (яп. 本居宣長; 21 июня 1730 года — 5 ноября 1801 года) — японский научный и культурный деятель периода Эдо. Врач, исследователь японоведения и религии синто. Псевдоним — Судзуноя (яп. 鈴迺屋). Дешифратор японских хроник и старопечатных книг, в частности «Кодзики»

## Краткие сведения
Мотоори Норинага родился 21 июня 1730 года в городке Мацусака Кисю-хану в провинции Исэ, в купеческой семье. В детстве его звали Томиносукэ (яп. 富之助). Отец мальчика, Одзу Садатоси, заведовал оптовыми продажами в городке. Он скоропостижно скончался в 1748 году, после чего Норинага стал приемным сыном семьи Имаида, торговцев бумагой. Однако в 1751 он вернулся к собственной семье и унаследовал председательство в ней, в связи со смертью старшего брата.
С детства Норинага изучал японскую поэзию и конфуцианское Четверокнижие и не имел задатков предпринимателя. Из-за этого дом Одзу обанкротился за два года, и будущий учёный отправился в японскую столицу Киото в надежде стать врачом. Чтобы покончить с неудачным прошлым, Норинага сменил свою родовую фамилию Одзу на Мотоори. В столице Норинага поступил в частную школу неоконфуцианца Хорэ Кагэ, где начал углубленно читать китайскую классику. Одновременно он изучал китайскую медицину школы Ли Шу под наставничеством Хорэ Мотоацу и Такэгавы Кодзюна. В 1755 году Норинага получил диплом врача и стал лечить пациентов, выбрав себе псевдоним Сюнъан (яп. 春庵).
Накапливая опыт и поддерживая контакты с ведущим столичным врачами, Норинага начал проявлять интерес к медицине школы Коихо и критиковать традиционную школу Ли Шу. Он отвергал формалистические методы определения диагноза по учению инь-ян, которые проповедовала последняя, и поддерживал способы диагностики первой, которая базировалась на эмпирической медицине и позитивистской философии. В это же время Норинага стал увлекаться Чжуан-цзы и японской поэзией. Он поучал, что радость достигается путём высвобождения человеческих чувств, и отрицал абсолютное доминирование причинно-следственных связей в мире людей и природы. Такое мировоззрение врача нашло отклик в его концепции «естественного синто».
В 1757 году, в возрасте 28 лет, Норинага вернулся на родину, в городок Мацусака. Параллельно с лечением, он начал заниматься «японским страноведением» кокугаку — исследованием японского языка, литературы и истории. В том же году Норинага написал первую работу «Челнок в камышах» (яп. 排蘆小船 асивакэ обунэ), а в следующем 1758 году издал книгу «Беседы о аварэ» (яп. 安波礼弁 аварэ бэн), в которых пытался определить сущность японских стихов вака. Впоследствии он стал читать лекции о классическом произведении «Повесть о Гэндзи» и 1763 году опубликовал свои исследования в области японской литературы «Основные темы рассказа о Гэндзи» (яп. 紫文要領 сибун ё:рё:) и «Личные мнения о старине» (яп. 石上私淑言 исоноками но сасамэгото). В них Норинага первым из японских исследователей попытался дать объяснение японской эстетической концепции моно-но аварэ (очарование вещами). Он утверждал, что сочетание духа вещей и явлений, созданных божеством, с эмоциями, которые возникают вследствие познания этого духа, порождают состояние «очарования вещами», то есть моно-но-аварэ.
В том же 1763 году Норинага встретился с краеведом и поэтом Камо Мабути, который был проездом в городе, и стал его учеником. С тех пор молодой учёный сменил тему своих поисков с литературы на мифологию и синтоизм. В 1764 он начал читать лекции на базе древнейшей японской хроники «Кодзики» и в 1778 году завершил писать комментарии к её первому тому, который был посвящён «эре богов». В ходе исследования этой хроники Норинага издал в 1771 свою первую работу по синто «Дух добрых дней» (яп. 直毘霊 наоби но митама).
Одним из крупнейших дел жизни Норинаги стала дешифровка «Кодзики», которую тогдашние японцы перестали читать из-за архаичности языка и стиля написания. Свой позитивистский анализ хроники он изложил в «Предании Кодзики» (яп. 古事記伝 кодзикидэн), над которым работал 35 лет и завершил в 1798 году. Норинага считал, что деяния божеств были в действительности деяниями людей, которых тогдашние японцы обожествляли. Он также был одним из авторов концепции династической непрерывности императорского дома Японии, что обуславливала оригинальность политической и социальной организации японцев.
Наряду с этим Норинага написал ряд трудов, посвящённых «синтоистской медицине»: «Размышления над настоящим календарём» (яп. 真暦考 синрэкико:) и «Иллюстрированное объяснение астрономии» (яп. 天文図説 тэммон дзусэцу) 1782 года, «Записи диалогов Судзуноя» (яп. 鈴屋答問録 судзуноя то:монроку) 1777—1779 годов. В них он писал, что божественные дела, природные явления, а также эпидемии и болезни, происходят по воле божеств, но попытка узнать эту волю или повлиять на неё при помощи колдовства или гаданием является глупостью. Норинага утверждал, что познание этой воли возможно только эмпирическим путём, через накопление знаний о явлениях и вещах мира, через познание явных (как?) и скрытых (почему?) принципов, которые заложены в вещах и явлениях. Эти тезисы мыслитель изложил в поздних полемических сочинениях «Цветок пуэрарии» (яп. 葛花 кудзубана), «Безумный» (яп. 鉗狂人 кэнкё:дзин), «Стыдя бесстыдное» (яп. 呵刈葭 какайка). В это же время он успел издать сборник собственных стихов «Сто стихотворений самоцветных копьев» (яп. 玉鉾百首 тамахоко хякусю), политический трактат «Шкатулка самоцветов» (яп. 玉くしげ тамакусигэ), а также изобрести оригинальный рецепт лекарства, который принёс ему большие деньги на старости лет.
В 1787 году 58-летнего Норинагу пригласили к Токугаве Харусаде, властителю княжества Кисю, для проведения сеансов терапии иглоукалывания. По этому случаю ученый преподнес государю свой труд «Тайный ящик самоцветов» (яп. 秘本玉くしげ хихон тамакусигэ), в котором изложил своё видение управления страной. Норинага считал, что тогдашняя японская политическая система, во главе которой стоял император, произошла по божественной воле, поэтому региональные властители, подчинённые императору, должны управлять страной согласно императорским постановлениям. Учёный предлагал исправлять ошибки настоящего, обращаясь к примерам их решения в прошлом.
Норинага также издал ряд исследований по японскому языку, главным из которых считается «Лента самоцветов слов» (яп. 詞の玉緒 котоба но тама но о) 1779 года. Этот труд имел большое влияние на японским языковедов, таких как Мотоори Харунива и Мотоори Охиро, и исследователей синто, таких как Хирата Ацутанэ.
В конце жизни Норинага написал сборник собственных рассказов «Плетёная корзина» (яп. 玉勝間 тамакацума) (1793), труд-комментарий «Яшмовый гребень повествования о Гэндзи» (яп. 源氏物語玉の小櫛 гэндзи моногатари тама но огуси) (1796) и завершил 44 тома комментариев «Перевод Кодзики». Он также упорядочил в 1799 году пособие для ученых-новичков «Первое восхождение в гору» (яп. 初山踏 уиямабуми). Перед смертью учёный составил автобиографическое повествование «Древняя повесть о моем доме» (яп. 家のむかし物語 иэ но мукаси моногатари) и «Завещание» (яп. 遺言書 юигонсё).
5 ноября 1801 года Мотоори Норинага умер. Похоронили его на кладбище монастыря Дзюкэйдзи в городе Мацусака.